# Departamento Nueve de Julio (Río Negro)
9 de Julio es un departamento ubicado en el centro-sur de la provincia de Río Negro, Argentina, siendo una de las 13 unidades administrativas de la provincia.
Limita al norte con los Departamentos El Cuy y Avellaneda, al este con el Departamento Valcheta, en el sur con la provincia de Chubut y al oeste con el Departamento Veinticinco de Mayo.
La capital del Departamento Nueve de Julio es Sierra Colorada.

## Población
De acuerdo al Censo 2010, vivían 3.475 personas en todo el departamento.
El censo argentino de 2022 reportó 3719 habitantes.Esto representó un crecimiento del 7%

## Localidades y
- Comicó
- Cona Niyeu
- Ministro Ramos Mexía
- Prahuaniyeu
- Treneta
- Sierra Colorada
- Yaminué

### Parajes
- Cabeza de Vaca
- Naciente del Comicó
- Falkner